# Pindarus
Pindarus of Pindaros (Grieks: Πίνδαρος, Nederlands, verouderd: Pindaar) (518 v.Chr. of 522 v.Chr. – ca. 443 v.Chr.) was een Griekse dichter.

## Biografie

### Leven
Pindarus was van afkomst een aristocraat uit Cynoscephalae, een dorpje nabij Thebe. Hij begon met dichten op 20-jarige leeftijd.
Zijn dichtwerk werd in geheel Griekenland geroemd en, ondanks de zeer moeilijke vorm, tot in de Byzantijnse tijd als schoollectuur gebruikt. Door zijn faam raakte Pindarus verbonden aan de Pythische (Delphi) en de Olympische Spelen, waar hij de epinikia (Grieks: ἐπινικία) dichtte. Een epinikion is een ode aan een overwinnaar van een van de vele spelen in het oude Griekenland. Deze lofzangen werden gemaakt op vraag van een opdrachtgever. Pindarus werd dus betaald voor het schrijven van deze oden. Het dichten van epinikia bracht hem in nauwe relatie met vele "groten der aarde". Hij verkeerde in dezelfde kringen als Simonides en diens neef Bacchylides, twee andere Griekse dichters van overwinningsliederen. Toen Alexander de Grote in 335 v.Chr. Thebe verwoestte, liet hij alleen Pindarus’ huis met respect behandelen.

## Politieke visie
Pindarus was nauw verbonden met de elite waarvoor hij dichtte. De overwinningsodes geschreven voor een vorst van Syracuse, Hieron, zijn hier een mooi voorbeeld van, en een goede illustratie van het kundig verweven van enerzijds lof op een specifieke vorst en diens heerschappij en anderzijds mythische elementen. In een aantal odes verwijst Pindarus expliciet naar politieke gebeurtenissen, waarin de geprezen overwinnaar een belangrijke rol speelde (bijvoorbeeld de 1ste Pythische ode). In hoeverre Pindarus’ odes zijn eigen politieke overtuigingen weergeven is omstreden.
Door zijn relatie met Thebe, zou Pindarus na de Perzische Oorlogen de Griekse overwinning niet vrijuit hebben kunnen bezingen. Thebe had namelijk gecollaboreerd met de Perzen. Die tweestrijd tussen panhelleense sentimenten en trouw aan zijn eigen afkomst kan men eventueel opmaken uit enkele overwinningsodes, onder andere de 5de en 8ste Isthmische odes.
In Pindarus' werken zijn weinig uitgesproken politieke standpunten te vinden. Enkel in de Tweede Pythische Ode lijkt hij een houding te tonen die tegen democratie is. R.C. Jebb argumenteert echter dat dit niet tegen de idee van democratie is, maar tegen de gewelddadige democratische revoluties die zich op Sicilië afspeelden.

## Literaire werken
Pindarus was een dichter van koorlyriek, wat al sinds de gedichten van Alcman in de 7e eeuw v.Chr. een belangrijk genre was binnen de Griekse literatuur. In tegenstelling tot de persoonlijkere monodische lyriek, was dit soort lyriek een publieke aangelegenheid. De gedichten werden gezongen door een koor van dansers op religieuze festivals of belangrijke familiale evenementen zoals huwelijken of begrafenissen. Pindarus werkte voor zijn overwinningsoden of epinikia op commissie als een manier voor rijke aristocraten om hun hoge positie in de maatschappij te bekrachtigen.
Er zijn 45 Epinikia bewaard, opgedeeld in 4 boeken, verbonden aan de Panhelleense spelen:
- 14 Olympische oden
- 12 Pythische oden
- 11 Nemeïsche oden
- 8 Istmische oden

Er zijn enkele fragmenten bewaard uit werken die verder verloren zijn:
- Hymnes (o.a. voor de Thebanen)
- Paeanen voor de Thebanen, voor de mannen van Abdera, voor Keos, voor Athene, voor de inwoners van Delphi
- Paean over de profetie van Cassandra
- Dithyrambes
- Prosodie
- Partheneia
- Hyporchemata (dansliederen)
- Threnoi (klaagzangen)
- Liefdespoëzie
- Enkomion (lofzang) voor Theroon van Akragas en voor Alexander, zoon van Amyntas I van Macedonië
- Religieuze en ethische poëzie

### Kenmerken

#### Formeel
De Griekse literaire genres, met uitzondering van de monodische lyriek dat geschreven werd in het dialect van de dichter, gebruiken een vaste variant van het Oudgrieks. In het geval van de koorlyriek is dat het Dorische dialect, met veel ontleningen uit het episch-Ionisch van Homeros en het Eolisch. Het dialect is dus artificieel; het is een soort kunsttaal. In het geval van Pindarus liet het zijn lyriek toe om over de regionale taalgrenzen heen verspreid te worden. Bovendien benadrukte het dialect in zijn overwinningsoden op die manier het panhelleense aspect van de spelen.
De oden volgen meestal een triadische structuur (strofe + antistrofe) van maximum 5 triades. De vierde Pythische ode, die 13 triades lang is, is hierop een uitzondering.
De ode begint bijna altijd met de aanroeping van de muze. Dit wordt gevolgd door lof op de overwinnaar, zoals in de 4de Pythische ode, hier vertaald door Patrick Lateur:
Muze, vandaag moet je stilstaan bij een vriend,
de koning van Kyrene, stad met mooie paarden,
om bij het feest van Arkesilas
de bries van hymnen aan te blazen
die wij verschuldigd zijn aan Leto’s kinderen en Pytho.
(v. 1-5)
De mythe wordt vervolgens geïntroduceerd, waarna die meestal een cirkelvormige structuur volgt. Op het einde komt Pindarus op thematisch en temporeel vlak terug op het moment waar het mythische verhaal begon.
Ook hier is de 4de Pythische ode een uitzondering. Eerst wordt dezelfde structuur gevolgd, maar dan wijkt Pindarus op het einde af door de ode te veranderen in een pleidooi voor de terugkeer van Damofilos naar Kyrene.
Ten einde toe doorstond hij een vervloekte
kwaal en smeekt nu
ooit zijn huis terug te zien, aan feesten deel te nemen
bij Apollo’s bron,
zich dikwijls uit te leven in genoegens van de jeugd,
bij kunstlievende burgers de versierde citer in de hand te nemen
en van vrede te genieten, zonder iemand kwaad te doen,
zonder zelf van stadsgenoten leed te ondervinden.
(v. 290-298)

#### Stilistisch[17]
Pindarus staat bekend voor zijn grote verbeelding en techniek in zijn poëzie.
Hij vertoont een grote verscheidenheid en zin voor variatie: voor elke ode is er een andere metrische vormgeving en gebruikt hij een uitgebreide woordenschat.
Pindarus’ schrijfstijl wordt gekenmerkt door sterke verbale uitdrukkingen en volle beschrijvingen. Hij maakt veel gebruik van stijlfiguren zoals brachylogie en ellipsen.
Door de regelmatige oppositie tussen verzen en het weglaten van partikels creëert Pindarus een asymmetrie in zijn werk.
Ook bekend bij Pindarus zijn de abrupte overgangen. Een techniek typerend voor veel van Pindarus’ poëzie is het zogenaamde ‘Abbruchsformel’ of ‘break-off’, waarbij Pindarus het narratief onderbreekt en in de eerste persoon (of met een aansporende imperatief, vaak χρή (chrē): het is nodig) een uitspraak doet. Dit gebeurt vaak op een punt in de ode waar er verwezen wordt naar grootse gebeurtenissen die ofwel met dood en verderf te maken hebben, of met een goddelijke straf. De dichter spoort zichzelf vaak aan om over vrolijkere dingen te dichten, of om de goden altijd correct te eren. Deze onderbreking gaat meestal gepaard met een asyndeton. Het onderstaande voorbeeld komt uit de 3de Pythische ode:
χερσὶ δ᾿ ἄρα Κρονίων
ῥίψαις δι᾿ ἀμφοῖν ἀμπνοὰν στέρνων κάθελεν
ὠκέως, αἴθων δὲ κεραυνὸς ἐνέσκιμψεν μόρον.
χρὴ τὰ ἐοικότα πὰρ
δαιμόνων μαστευέμεν θναταῖς φρασίν
γνόντα τὸ πὰρ ποδός, οἵας εἰμὲν αἴσας.
Maar met een handworp
nam Kronos’ zoon uit beider borst de adem in één wenk weg.
Een lichtflits bliksemde hen dood.
Wij moeten goden vragen
wat sterfelijk geesten past
in het besef wat er voor onze voeten ligt en wat ons lot is.
Ziel van me, streef niet naar onsterfelijk leven
pak alles aan wat mogelijk en doenlijk is.
(v. 57-60)

#### Thematisch
Het centrale thema van elke ode is een overwinning van een atleet in een van de bovengenoemde spelen: Olympische, Pythische, Nemeïsche en de Isthmische. Zowel de 4de als de 5de Pythische ode, bijvoorbeeld, zijn geschreven ter ere van wagenrenner Arkesilas van Kyrene. De stamboom en heroïsche daden van de voorouders van deze overwinnaar worden vermeld, vaak gelinkt aan een mythisch element. De sociale context van elke overwinnaar wordt geschetst en geassocieerd met rijkdom en luxe. De winnaars lijken dan ook eerder uit de bovenlaag van de maatschappij te komen.
Mythes zijn een fundamenteel component van de overwinningsodes. Het mythische verleden wordt door Pindarus verbonden met actuele gebeurtenissen uit de 5de eeuw v.C. en de overwinning van de spelen. In de 4de Pythische ode wordt bijvoorbeeld de mythe van de Argonauten en Jason uitvoerig uitgebeeld, terwijl de ode tegelijk verbonden is met de overwinning van Arkesilas, de koning van Kyrene. De versie van de mythe die Pindarus schrijft is ouder dan de gekendere versie uit het epos van Apollonius van Rhodos (3e eeuw v. Chr.), al heeft Pindarus' karakterisering van Jason en Medea volgens J.T. Barkhuizen geen cruciale invloed gehad op de Argonautica van Apollonius. Medea wordt, in tegenstelling tot de centrale positie die ze inneemt bij Apollonius, overschaduwt door de figuur van Jason als held. Aangezien de vierde Pythische ode uitzonderlijk lang is, is dit ook het geval voor de verwerkte mythe. Desondanks is het tragische einde van de mythe niet aanwezig in de ode, al kunnen we ervan uitgaan dat gruwelijke elementen van het verhaal al aanwezig waren en dat Pindarus hiervan op de hoogte was. Met een focus op de jonge, krachtige en heldhaftige figuur van Jason, een idealisatie van de klassieke held, zorgt Pindarus ervoor dat zijn ode feestelijk en triomfantelijk van toon is.
Hier vertaald door Patrick Lateur:
Na die woorden wierp Iason
zijn saffraangele mantel af en vol vertrouwen in de godheid
toog hij aan het werk. Het vuur liet hem koel
dankzij de aanwijzingen van de vreemdelinge, de machtige toverkol.
Hij trok de ploeg naar zich toe, bond de ossennekken met geweld
in het tuig en sloeg de genadeloze prikkel
in de sterke flanken van hun lijven.
De geweldenaar volbracht het werk precies
zoals het hem was opgelegd. Sprakeloos slaakte Aietes toch een kreet
van pijn, verbaasd over zijn macht.
Zijn kameraden strekten de handen uit
naar de machtige held, bedekten hem
met loverkransen en omhelsden hem
met woorden van erkentelijkheid.
(v. 233-241)

## Nederlandse vertalingen
- Pindarus, De vierde pythische ode van Pindarus: Behelzende het oudste verhaal over den tocht der Argonauten. Vertaald door Loenen, D. (1940). Amsterdam: Wereldbibliotheek.
- Pindaros. Puthische Oden. Vertaald door De Haes, J. (1945). Brugge: De Kinkhoren.
- Pindarus, Oden. Vertaald door Radt, S.L. (1992). Groningen: Styx.
- Pindaros, Zegezangen. Vertaald door Lateur, P. (1999). Amsterdam: Athenaeum – Pollak & Van Gennep.